# Église du Saint-Esprit de Varsovie
Pour les articles homonymes, voir Église du Saint-Esprit.
 (février 2024).
Cette église du Saint-Esprit (en polonais : Kościół św. Ducha) est une église catholique de rite latin située Ulica Długa à Nowe Miasto, arrondissement de Śródmieście, à Varsovie.